# محمد العبد الله (لاعب كرة قدم سعودي)
محمد العبد الله مواليد 13 يوليو 2000، هو لاعب كرة قدم سعودي يلعب حالياً في نادي الخليج .